# Pere Blanco i Trias
Pere Blanco i Trias (Barcelona, 6 d'agost de 1883 - Barcelona, 3 d'octubre de 1962) va ser un religiós erudit, professor, bibliotecari i escriptor català.
Fou jesuïta i professor de Geografia, Història, Filosofia i Art als col·legis de l'orde a Saragossa, Palma, València i Barcelona, i a la Universitat Lul·liana. També s'encarregà de la biblioteca i exercí com a escriptor. Entre les seves publicacions cal esmentar els catàlegs de documentació jesuítica catalana de l'Arxiu de la Corona d'Aragó, de l'Arxiu General del Regne de València i de l'Archivo Histórico Nacional (1943-44). Algunes obres seves són “Notes sobre la popularitat de Sant Francesc Xavier a Catalunya” (1931), "Catálogo de documentos y manuscritos de la Compañía de Jesús" (1944) i “El Colegio de Nuestra Señora de Montesión – Apuntes Históricos” (1948).